# Xã Glenvil, Quận Clay, Nebraska
Xã Glenvil (tiếng Anh: Glenvil Township) là một xã thuộc quận Clay, tiểu bang Nebraska, Hoa Kỳ. Năm 2010, dân số của xã này là 443 người.